# مارتا زوفولی
مارتا زوفولی (ایتالیایی: Marta Zoffoli؛ زادهٔ ۷ ژوئیهٔ ۱۹۷۲) بازیگر اهل ایتالیا است.
از فیلم‌ها یا مجموعه‌های تلویزیونی که وی در آن‌ها نقش داشته است، می‌توان به تقدیم به رم با عشق اشاره نمود.